# Juana de Valois (1464-1505)
Juana de Valois (Nogent-le-Roi, 23 de abril de 1464-Bourges, 4 de febrero de 1505) fue princesa y reina de Francia, canonizada por la Iglesia católica.

## Infancia y adolescencia
Fue hija del rey Luis XI de Francia y de la reina Carlota de Saboya. El rey, su padre, se desilusionó mucho con su nacimiento, porque esperaba al tan ansiado delfín. Muchas historias se han contado con respecto a si Juana era deforme o no. El día de su nacimiento se informó que la reina Carlota había dado a luz a una bella niña, luego se le diagnosticó raquitismo y escoliosis, deformación de la columna vertebral, y desarrollo desigual de los miembros inferiores y de la pelvis, y una debilidad ósea generalizada. La pequeña princesa vivió junto a su madre hasta los 5 años en el castillo de Amboise, luego fue llevada al castillo de Linieres mientras que sus hermanos, Carlos y Ana, continuaban en Amboise. 
Fue criada por Francisco de Beaujeu, señor de Linieres, y su esposa, Ana de Culan, elegidos por el mismo rey Luis XI. La pequeña se encariñó mucho con ellos y creció rodeada de una ambiente cariñoso y estrictamente religioso. La enseñanza religiosa encontraba en esta niña un terreno muy fértil.

### Matrimonio
El rey, su padre, no la visitaba ni quería saber mucho de ella, pero como gran estratega político que era, comenzó a organizar la boda cuando Juana aún era muy pequeña. Se eligió como futuro marido de la princesa a su primo Luis, hijo de su tío, el duque Carlos de Valois, y de la princesa María de Cleves; el 19 de mayo de 1476 en Blois se firmó el contrato matrimonial.
Cuando su futura suegra la conoció, estuvo a punto de desmayarse al ver lo deforme que era la joven princesa. Nada se podía hacer y el joven futuro Luis XII debió casarse con ella; el 8 de septiembre de 1476, ambos jóvenes fueron llevados al castillo de Montrichard y se unieron en una ceremonia privada. Lo extraño de esta boda es que no hay indicios de si fue consumada o no, dada la importancia que tenía en esta época la consumación de un matrimonio.
El príncipe Luis no toleraba la presencia de su esposa, y ella sufría humillaciones continuas; vivía en Limieres la mayor parte del tiempo, aislada de la corte, y cuando su esposo forzosamente la visitaba, este se pasaba el tiempo cazando o persiguiendo mujeres. El rey Luis XI quería herederos de esta unión e imponía a su yerno que cumpliera su deber marital. El príncipe Luis siempre negaría la consumación de este matrimonio.

## El calvario de Juana
Su padre falleció en 1483 y subió al trono su hermano, como Carlos VIII de Francia; esto garantizaba a Juana que su matrimonio seguiría porque su hermano estaba muy unido a ella y la protegía. Pero el 7 de abril de 1498, su hermano murió sin herederos y el trono pasó, por la ley sálica que regía en Francia, a su esposo Luis, que se convirtió en Luis XII. Este no quería seguir casado con Juana y decidió repudiarla, alegando que nunca se consumó el matrimonio y que ella no era capaz de darle un heredero a la corona. Luego de un juicio vergonzoso para ambos, Luis consiguió el divorcio y se casó con la reina viuda Ana de Bretaña, que tampoco consiguió darle un heredero varón.

## Últimos días

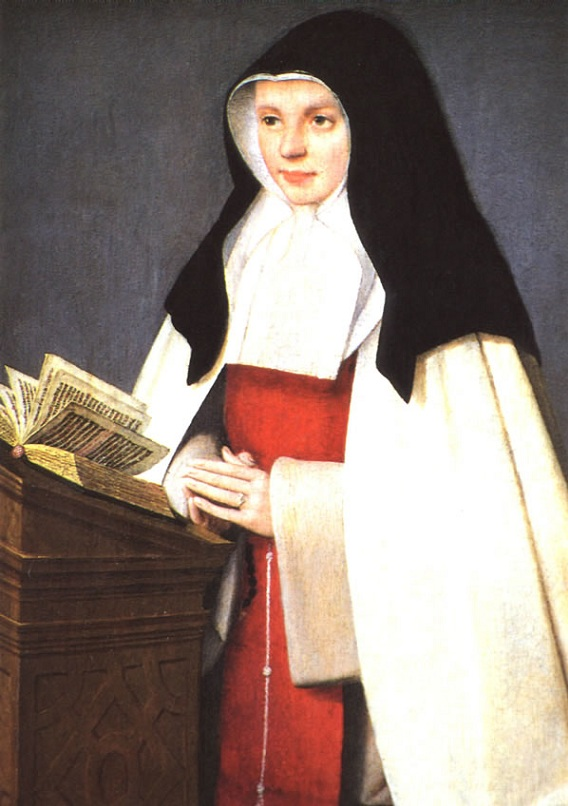
Retrato de Santa Juana de Valois

En 1499, Juana fue creada duquesa de Berry y se trasladó a Bourges, donde fundó una congregación femenina para ayudar a los enfermos y celebrar la Anunciación y la Encarnación. La regla de la nueva Orden de la Anunciación de la Virgen María fue aprobada por el Papa en 1501. En el monasterio construido por ella, pronunció sus votos en 1503. Desgastada por el ayuno continuo al que se sometía, murió el 4 de febrero de 1505; tenía apenas 40 años. Se encontró sobre su cuerpo lacerado un singular cilicio: un trozo de laúd, había clavado en él cinco clavos de plata en recuerdo de las cinco llagas de Cristo, y lo mantenía fijo a su pecho por un círculo de hierro. Fue su confesor, el monje San Francisco de Paula, a quien Luis XI en sus últimos días, encargó de la formación de sus hijos, de manera especial del delfín, que contaba apenas con 14 años. Su esposo, que la había humillado y rechazado tantas veces, hizo celebrar en su honor grandes funerales. Fue beatificada en el siglo XVIII y canonizada el 28 de mayo de 1950.

## Santa Juana de Francia
La causa de su canonización se inició en 1614. Juana fue beatificada el 18 de junio de 1742, por Benedicto XIV. El Papa Pío XII la santificó con la bula de canonización Virum dolorum del 28 de mayo de 1950,  es decir, 445 años después de su muerte.

## Ascendencia
- Datos: Q236220
- Multimedia: Joan of France, Duchess of Berry / Q236220